# Arturo Rodríguez Cosano
Arturo Rodríguez Cosano (Mataró, 5 de agosto de 2006) es un futbolista español que juega en la demarcación de delantero en el juvenil de la U. D. Las Palmas de la Segunda División de España.

## Trayectoria
Formado en el Damm de Barcelona, en 2023 se incorporó a las categorías inferiores de la U. D. Las Palmas.  En la temporada 2024-25 integró el equipo juvenil estando división de honor, recibiendo la llamada de la Selección sub-19 de España en enero de 2025. El 24 de mayo de 2025, debutó en un encuentro de la Primera División de España que finalizó con un resultado en contra por 2-0 ante el R. C. D. Espanyol.

## Clubes
Actualizado al último partido disputado el 24 de mayo de 2025.
| Club             | País   | Temporada | Partidos | Goles |
| ---------------- | ------ | --------- | -------- | ----- |
| U. D. Las Palmas | España | 2025-     | 1        | 0     |